# Palacio Ducal de Mantua

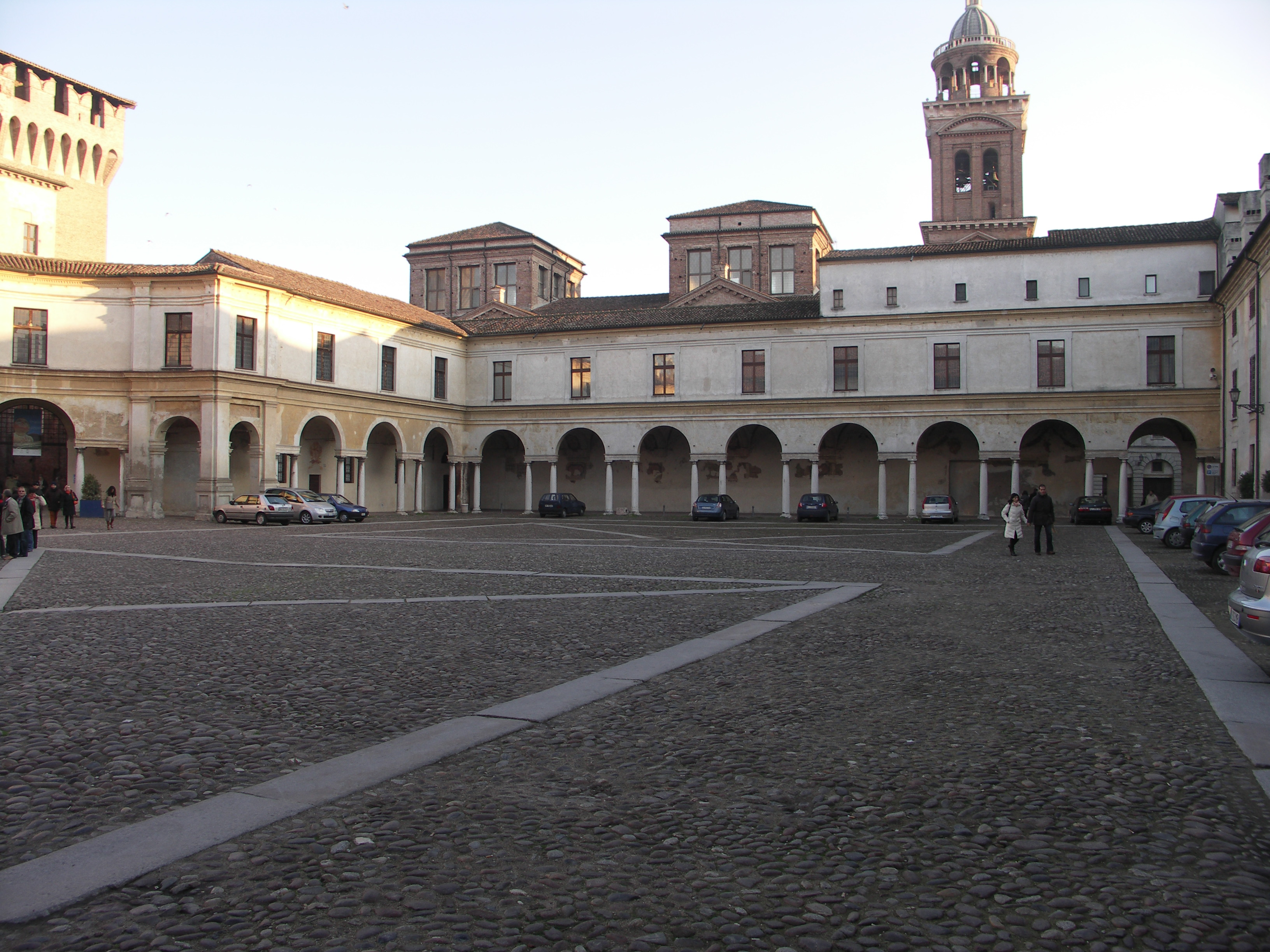
La plaza Castello y el campanile de Santa Barbara, en el complejo del palacio ducal de Mantua

El palacio ducal de Mantua (del italiano: Palazzo Ducale di Mantova), que ocupa una gran parte de la porción nororiental de la ciudad de italiana de Mantua, es, desde el siglo XIV, la sede ciudadana de los Gonzaga. Se encuentra en la Piazza Sardello.
Más que un palacio ducal debe hablarse de una ciudad-palacio, puesto que el complejo arquitectónico está constituido por numerosos edificios unidos entre sí por corredores y galerías, con patios, y vastos jardines. Entre esos edificios está el castillo de san Jorge (castello San Giorgio), fortaleza del siglo XIV y una basílica. La fachada es del siglo XV.
Ya antes de la llegada al poder de los Gonzaga estaban edificados los primeros núcleos del Palacio, aunque la historia del complejo se identifica sobre todo con la de la familia que gobernó la ciudad hasta 1707. 
Durante el siglo XVI y principios del siguiente albergó una soberbia colección de pinturas, hasta que en 1627 el núcleo más valioso de ellas fue vendido a Carlos I de Inglaterra. El mismísimo Rubens se asombró del alcance de tal operación, que supuso un quebranto para el patrimonio artístico italiano pero se reveló providencial poco después, dado que las pinturas enviadas a Londres eludieron el saqueo que asoló Mantua en 1630. 
Por desgracia el conjunto adquirido por el rey inglés se dispersó tras la ejecución del monarca en 1649, y hoy apenas subsiste en la Royal Collection la famosa serie Los triunfos del César de Andrea Mantegna. Otras pinturas cayeron en manos de Felipe IV de España y ahora se conservan en el Museo del Prado de Madrid; entre ellas, La muerte de la Virgen de Mantegna y la Sagrada Familia apodada La Perla de Rafael. 
Entre otros rincones del palacio, celebérrima es la llamada Camera degli Sposi (también llamada Camera picta) en el castillo de san Jorge, parte de la "ciudad-palacio". Estos frescos fueron realizados por Andrea Mantegna y dedicados a Ludovico III Gonzaga y su mujer Bárbara de Brandeburgo. Además, hay una serie de frescos de Pisanello sobre la leyenda artúrica y un retrato de la familia ducal, hecho por Rubens, en el Salone degli Arcieri.
Cuando Mantua se hizo austriaca, las restauraciones prosiguieron hasta la segunda mitad del siglo XVIII por obra de los gobernadores enviados por el Emperador. 
Los arquitectos más importantes que intervinieron en las obras de este soberbio conjunto fueron Giovanni Battista Bertani y Bernardino Facciotto.